# Truita de patates
La truita de patates (dita de creïlles o pataques al País Valencià) o paret a la Catalunya del Nord i quan és ben grossa, muralla, coneguda a Castella i alguns llocs d'Espanya com a tortilla española (en català, literalment, truita espanyola) és un plat popular, d'origen molt humil, d'àmplia distribució arreu de la península Ibèrica, illes Balears, Occitània i, en versions que afegeixen altres hortalisses, a Catalunya, Itàlia (frittata) i altres països de la Mediterrània. Actualment també es menja a les Canàries i, sovint com a producte envasat, a força països europeus.
Es prepara fregint en oli d'oliva les patates pelades i tallades a trossos o làmines, sovint també amb ceba tallada i generalment amb algun all. A part, es baten els ous. Després s'afegeixen les verdures escorregudes als ous, es remena i es cou a una paella sense remenar, primer d'un costat i després de l'altre. La proporció de patata i ou es fa a ull, i pot variar lleugerament segons els gustos i la zona, però sol ser del voltant d'un quilo de patates, o quatre patates grans, per a cada mitja dotzena d'ous. Les truites de patates també es poden preparar més o menys gruixudes al gust. Hi ha varietats d'aquesta truita que porten all i d'altres sense ceba.
La truita de patates es troba en alguns bars i petits restaurants com a tapa, pintxo o farcit d'entrepà. Es presenta normalment en forma d'una secció de truita gruixuda damunt d'un platet amb una petita forquilla. Es pot fer també servir com a canapé tallant-la a daus i punxant cada dau amb un escuradents. Malgrat que es conserva molt de temps sense refrigerar, la llei actual obliga a guardar-la refrigerada i a utilitzar ous esterilitzats en aquests establiments, per tal de disminuir el risc de salmonel·losi.
Aquestes truites es poden preparar substituint part o tota la patata per carbassó, albergínia, pebrot, samfaina o altres hortalisses.

## Implantació de la truita de patates a Catalunya
Com arreu, la truita de patata és un aliment molt bàsic present a gairebé tots els bars i restaurants de Catalunya, el País Valencià i les Illes Balears. Normalment es menja amb llesques de pa amb tomàquet. Però sembla que aquesta mena de truita ve a compliment d'altres de més típiques, com el trinxat o la truita d'espinacs. Les truites de patates eren plats que els pagesos portaven al camp, quan no podien passar per casa a menjar. Actualment continua sent un plat típic "per a emportar" a picnics, a casa d'algú, etc.
Segons Josep Pla en El que hem menjat la truita de patates era considerat una substitut pobre al qual, en temps de més bonança, la gent de Catalunya preferia la truita d'ous, que era més cara perquè requeria més ou per persona, un aliment no sempre fàcil d'obtenir i de major cost.
En alguns llocs no es diu truita de patates, sinó truita amb ("en" amb "e" tònica en poblacions del català occidental) patates.

## Truita de patates a Occitània
A Occitània, la gent de camp havia menjat sempre tots els seus àpats a casa, però cap al 1900 hi va haver un canvi de costums. En aquesta època va començar la mecanització de l'einam, que permetia de treballar terres més grans i els pagesos anaven més lluny de casa seva, de manera que l'àpat que feien cap a les 10 o 11 del matí el menjaven al camp. L'etnòleg occità Albert Goursaud explica que, almenys al Llemosí, aquesta menjada, que fins aleshores solia ser una sopa, en aquests nous temps molt sovint estava reforçada d'una "truita de patates dita omelette muraille".